# San Ildefonso (Jaén)
San Ildefonso es un barrio de la ciudad de Jaén. Considerado el barrio más céntrico y tradicional de la ciudad, lindante con la catedral, en él se encuentra el segundo templo en importancia después de esta y del que toma su nombre el barrio, la Basílica de San Ildefonso. En este templo, en el que se hallan presentes diversos estilos arquitectónicos que van desde el gótico hasta el neoclásico, se encuentra la imagen de la Virgen de la Capilla, patrona de la ciudad.

## Estructura urbana
El barrio es un intrincado mosaico de calles y callejuelas con continuas cuestas que van desde las señoriales como la calle Muñoz Garnica, a las estrechas y pintorescas como la calle Salsipuedes. En el entorno de la Basílica de San Ildefonso, se pueden encontrar los más típicos bares y tabernas donde tapear se convierte en un agradable placer siempre con un intenso deje de barrio. Se pueden encontrar tranquilas tabernas de aire sosegado y tapeo de calidad como «Casa Domingo», «Casa Antonio's», «Cuatro esquinas», «Los Monteros»... u otras de ambiente más joven y con tapeo más basado en la abundancia como «El Santuario» o «El Abuelo».

## Lugares de interés
El recorrido obligado de tapeo por estas callejuelas nos conduce casi sin darnos cuenta a la llamada Puerta del Ángel, resto de la antigua muralla que rodeaba la ciudad situado junto al Convento de las Bernardas y que es puerta de acceso al entrañable Parque de la Alameda junto al cual se encuentra el coso taurino de la capital, construido en 1969 sobre los restos de la antigua Plaza de Toros, que toma su nombre de dicho parque.